# Haakon Lorentzen
Haakon Lorentzen (Oslo, 23 de agosto de 1954) é um investidor, financista filantropo e empresário norueguês residente no Brasil desde os três meses de idade. É presidente do Grupo Lorentzen.
Haakon é filho da Princesa Ragnhild da Noruega (1930-2012), irmã do rei Harald V da Noruega, e de seu marido, Erling Sven Lorentzen, fundador da Aracruz Celulose (antiga Fibria, atual Suzano Papel e Celulose, e da Companhia de Navegação Norsul. É casado com a brasileira Martha Carvalho de Freitas, com quem tem três filhos: Olav Lorentzen (1985), Christian Lorentzen (1988) e Sophia Lorentzen (1994). Estudou na Escola Americana e graduou-se em Economia pela Pontifícia Universidade Católica do Rio de Janeiro (PUC-RJ). Formou-se também na Harvard Business School.
Após uma temporada no maior banco da Noruega e em uma empresa de navegação dos Estados Unidos, Haakon entrou para o Grupo Lorentzen como assistente da área administrativa. Em 1990, assumiu a vice-presidência e, mais tarde, a presidência. Tornou-se membro do Conselho de Administração da Aracruz Celulose em 29 de abril de 1991. Em novembro de 2008, depois que a Aracruz anunciou uma dívida de US$ 2,1 bilhões devido a derivativos de câmbio, Haakon e mais dois colegas renunciaram às suas cadeiras como conselheiros, que desconheciam a operação fechada pela área financeira da empresa. O abalo, porém, não impediu a venda, em 2009, da participação societária dos Lorentzen na Aracruz para a Votorantim Celulose e Papel.
Haakon Lorentzen é um incentivador do empreendedorismo, por meio do apoio à Endeavor, e de instituições ligadas ao meio ambiente, integrando o conselho consultivo do WWF-Brasil (World Wide Fund for Nature).Ocupa o 83º lugar na linha de sucessão ao trono britânico, porque sua bisavó, a rainha Maud da Noruega, era filha de Eduardo VII do Reino Unido.